# Брук-оп-Лангедейк
Брук-оп-Лангедейк (нід. Broek op Langedijk) — село в нідерландській провінції Північна Голландія. Входить до муніципалітету Дейк-ен-Вард.
Його площа становить 4,65 км², а населення станом на 2021 рік складало 6 150 осіб.
Перша згадка про населений пункт датується 12-им сторіччям.
До 1941 року мало статус окремого муніципалітету. Села Брук, Зюйд і Норд-Шарвуде прозвали королівством тисячі островів через велику кількість маленьких острівців, придатних для сільського господарства. Деякі з острівців перетворилися на житлові райони, а інші є природними заповідниками.

## Галерея

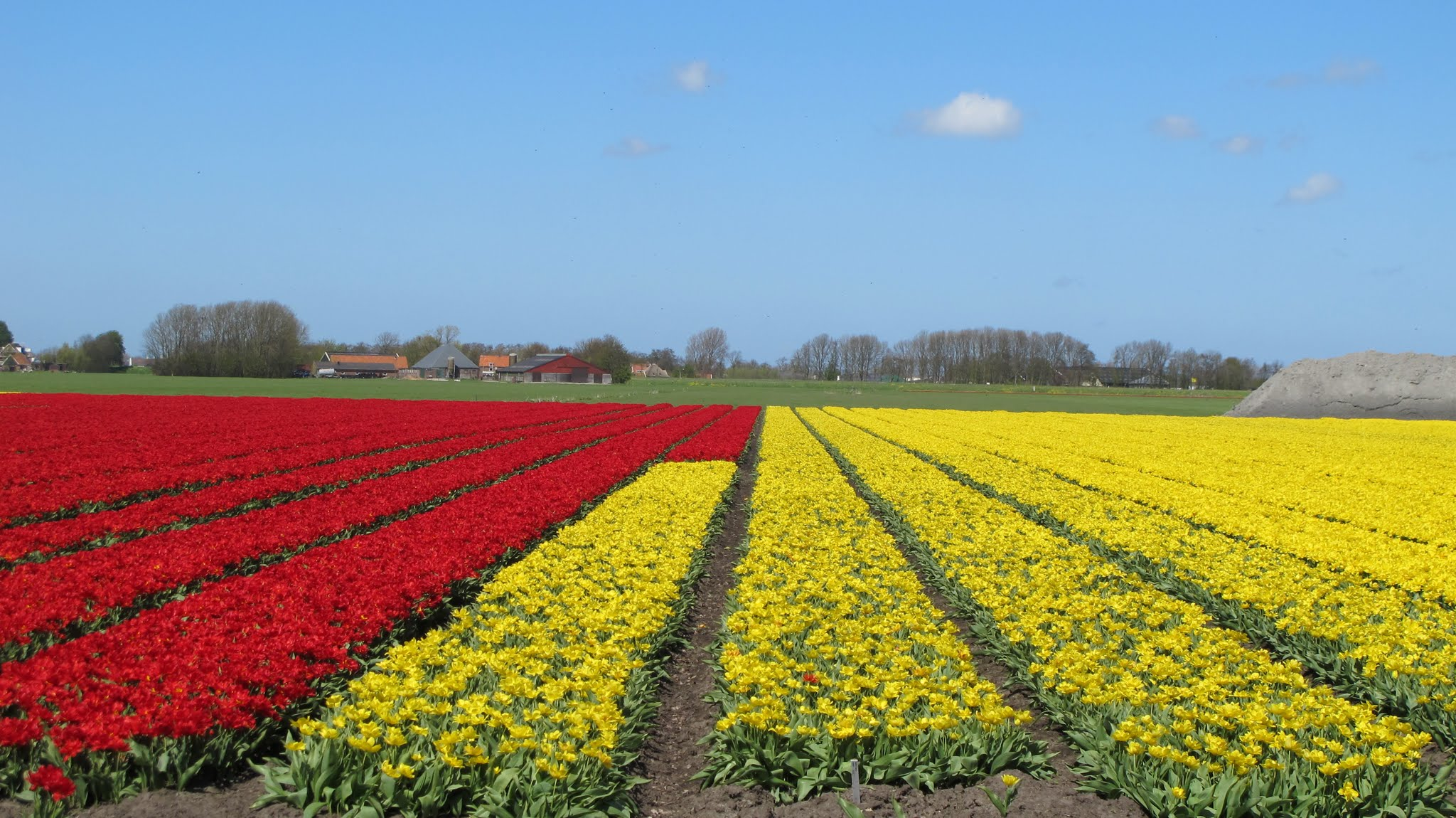
Квіткове поле поблизу села
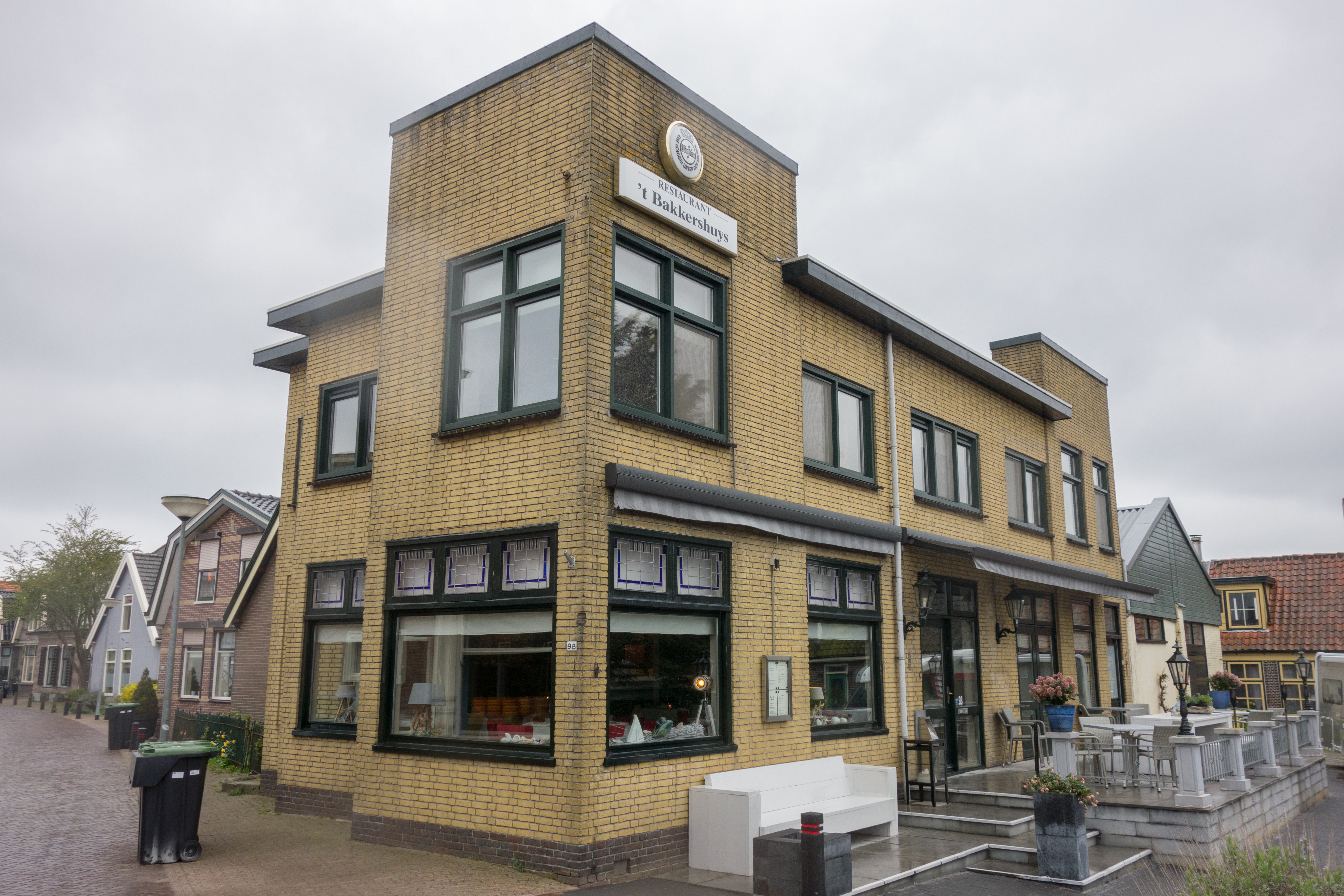
Пекарня
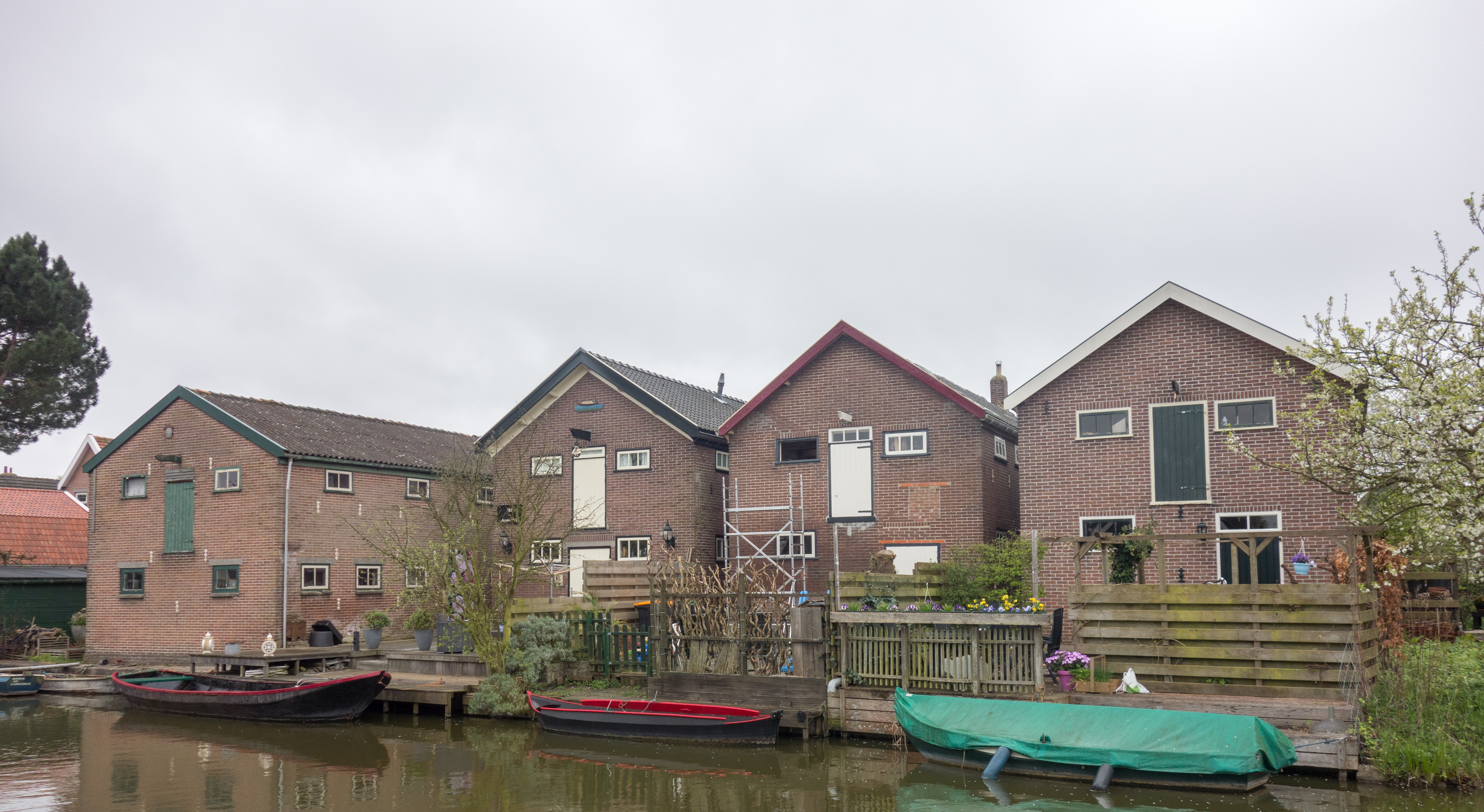
Склади у селі
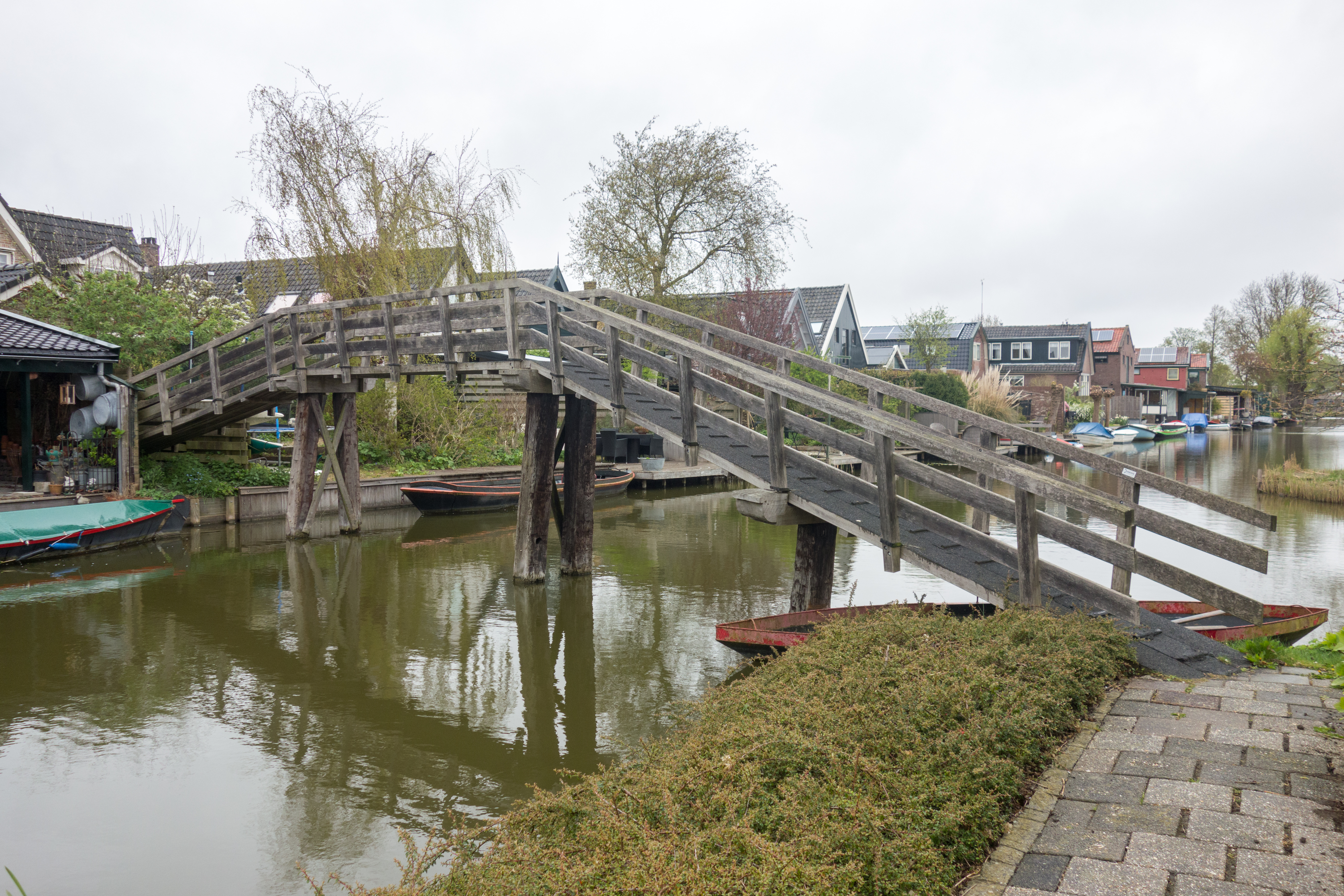
Дерев'яний міст